# 水稲農林1号
水稲農林1号（すいとうのうりん1ごう）は、日本のイネ品種。イネ品種としては初めて農林登録された。後にコシヒカリなどの品種の交配親に用いられ、多数のイネ品種の祖先となっている。

## 概要
1931年（昭和6年）、新潟県農事試験場で並河成資・鉢蝋清香により育成された。寒冷地用水稲であり、極早生種で食味もよく多収量品種であった。耐冷性を持つことで1934年（昭和9年）の東北地方の冷害での被害が少なかったほか、多収性を持つことで第二次世界大戦中・戦後の食糧生産に貢献した。このことにより、多くの人を飢餓や栄養失調から救ったとされる。